# Nosy Be
Pour les articles homonymes, voir Nosy (homonymie).
Ne doit pas être confondu avec Nocibé ou Anosibe.

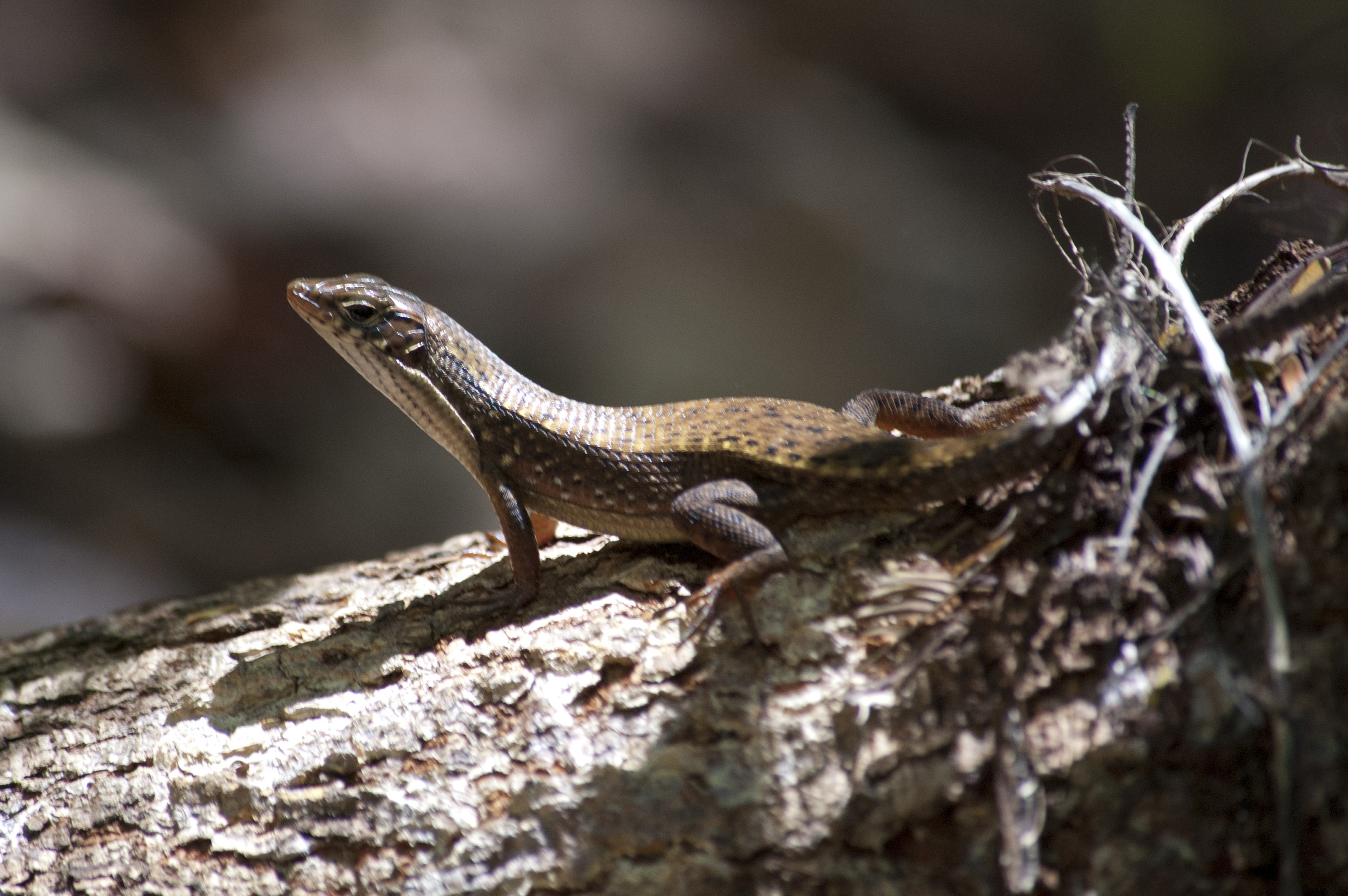
A Lokobe Nosy-Be Madagascar

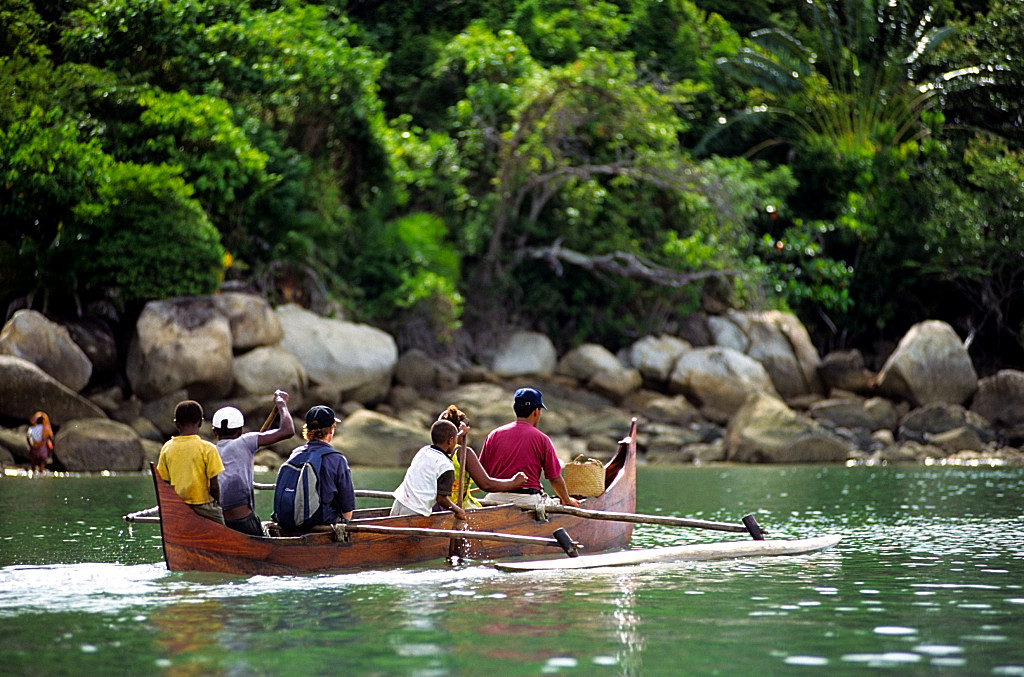
Lokobe-Nosy-Be

Nosy Be ['nusi'be] (en malgache : Nosy, île et Be, grand ; Ambariobe en dialecte local) est une île côtière de Madagascar située dans le canal du Mozambique, près des côtes nord-ouest de Madagascar. Il s'agit d'un des trois anciens établissements français à Madagascar, une implantation qui a précédé la colonisation de l'ensemble de Madagascar par le gouvernement français en 1895. L'archipel est devenu au XXe et XXIe siècles une destination touristique importante  de Madagascar.

## Géographie

### Localisation
Île volcanique d'une superficie de 321 km2, elle se situe dans la baie d'Ampasindava à huit kilomètres au large de Madagascar. Elle s'étend sur environ 26 kilomètres du nord au sud et sur 20 kilomètres d'est en ouest. C'est l'île principale d'un archipel qui comprend les petites îles de Nosy Komba, Nosy Fanihy (ceb), Nosy Sakatia, Nosy Iranja (it), Nosy Tanihely (en) et les archipels des Mitsio et des Radama. L'ensemble constitue un département rattaché à la région Diana. L'île culmine au mont Lokobe, volcan éteint à 455 mètres d'altitude ; le mont Passot est à 329 mètres de haut. Son chef-lieu est Hell-Ville (nom usuel mais le nom malgache est Andoany) avec 30 000 habitants, situé sur la côte Sud, qui possède le port principal de l'île.

### Topographie
Nosy Be a une forme assez régulière avec un relief assez mouvementé. Son point culminant est Lokobe avec 450 m au Sud-Est de l'île puis le mont Passot à 315 m au centre de l'île accessible à travers les lacs sacrés. Ses côtes sont interrompues par de nombreuses baies et des plages ourlées de cocotiers.
Nosy Komba est une île volcanique et rocheuse (620 mètres d'altitude) au sud de Nosy Be.

### Géologie

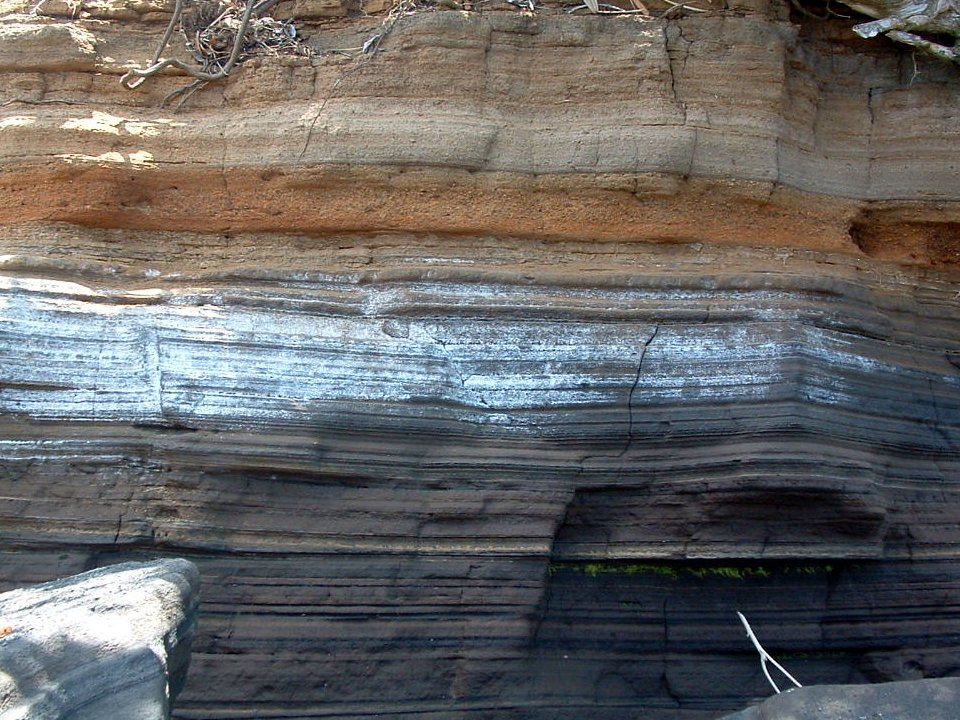
Falaise stratifiée sur le littoral de Nosy Be.

Il y a de nombreux lacs, d'origine volcanique, entourés d'une végétation tropicale. Ils sont généralement habités par des crocodiles.

### Climat
La chaîne du Tsaratanana, à l'est, et le massif montagneux du Manongarivo, au sud, forment autour de l'ile de Nosy Be un cirque de hauteurs protectrices qui arrêtent les alizés et déterminent un climat « en enclave » dans la région ouest de Madagascar. Les seuls vents sont des brises thermiques (régime de brise) soufflant suivant le mouvement du soleil à des heures régulières de la journée et de la nuit, tantôt dans un sens tantôt dans l'autre : ils ne sont jamais très forts.
L'île de Nosy Be et son archipel ont un climat particulièrement agréable avec une moyenne annuelle de température de 25 °C (22 °C en hiver, et 28 °C pendant l'été, d'octobre à février). Dans la région nord de l'archipel de Nosy Be, les îles Mitsio et la baie du Courrier, il souffle pendant l'hiver un vent assez fort appelé « avarabe » tandis que tous les après-midi, la chaleur de la journée est tempérée par une agréable brise d'ouest, appelée « talio » qui souffle jusqu'au coucher du soleil.
La région de Nosy Be et du bas Sambirano est caractérisée par des pluies annuelles assez abondantes (2 244 millimètres à Nossi-Bé, 2 196 millimètres à Ambanja). Le sud de l'île est plus arrosé que le nord. Le maximum est atteint en janvier (508 millimètres à Fascene, 462 millimètres à Hell-Ville, 541 millimètres à Ambanja). Le minimum est en juillet (25 millimètres à Fascene, 37 millimètres à Hell-Ville) ou en juin (26 millimètres à Ambanja). Il pleut surtout la nuit et l'ensoleillement est important : plus de 3 000 heures par an.
L'unique station météo de l'île diffusant en temps réel des observations météorologiques a été installée et est maintenue par Doany Beach à la réserve de Lokobe dans le sud de l'île.

### Transport
On accède à Nosy Be de deux façons :

#### Transport aérien

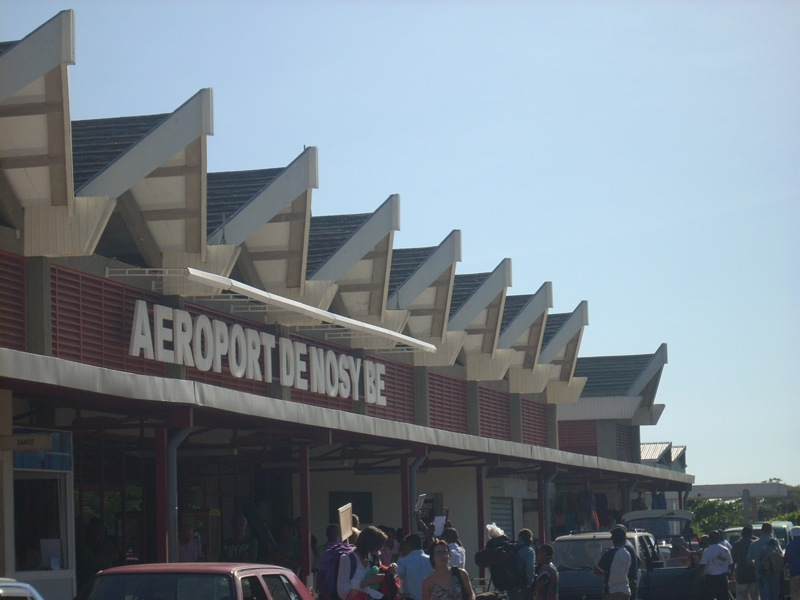
L'aéroport international de Fascene.

L'aéroport international de Fascene se trouve sur la côte Est de Nosy Be. Il est desservi par vols réguliers par :
- Air Madagascar, depuis Antananarivo et l'île de La Réunion ;
- Air Austral, via l'île de La Réunion ;
- Turkish Airline, via Antananarivo ;
- Alitalia
- Néos avec départ de Milan  et de Rome
- Ewa Air, depuis Mayotte ;
- Ethiopian Airlines, depuis Paris.et Marseille

#### Transports maritimes
Par bateau, des liaisons desservent le port de Hell-Ville à partir de celui d'Ankify, les départs se font toute la journée en aller-retour jusqu'à la tombée de la nuit. Sur place, trois principaux ports existent, celui de Hell-ville qui réceptionne les arrivées d'Ankify et les conteneurs, le port de la Marina qui accueille des catamarans, et la plage d'Ambatoloaka qui n'est pas un port à proprement parler mais une plage avec des bateaux de plaisance d'où se font tous les départs en excursion sur les îles alentour. La plage d'Ambatoloaka est animée dès la tombée de la nuit.

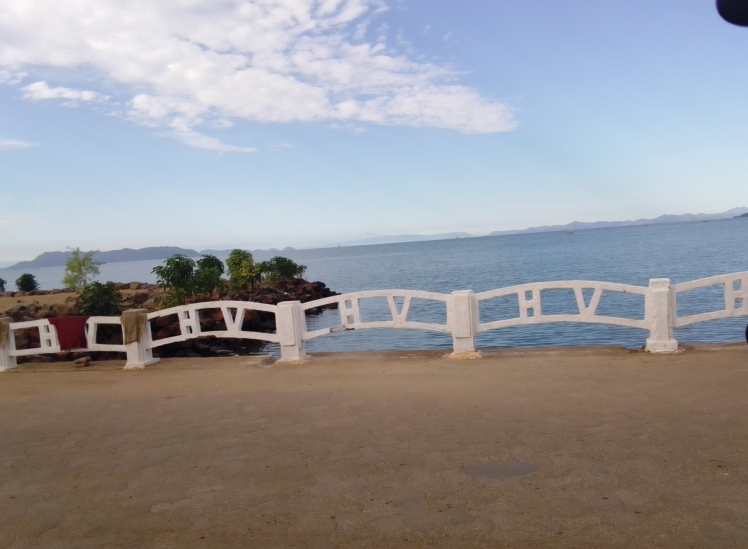
Port de Nosy Be

Sur l'île, le moyen de déplacement principal est la route :

#### Transport routier
En dehors des villes, Nosy Be dispose d'une unique route en dur qui fait le tour de l'île, ensuite de nombreux chemins et pistes existent. Pour se déplacer, des taxis, des tuk-tuk (véhicule couvert à trois roues permettant de transporter de deux à six personnes) sont disponibles. Des vélos et scooters sont aussi utilisés sur place à titre individuel par les locaux.

## Environnement et patrimoine naturel

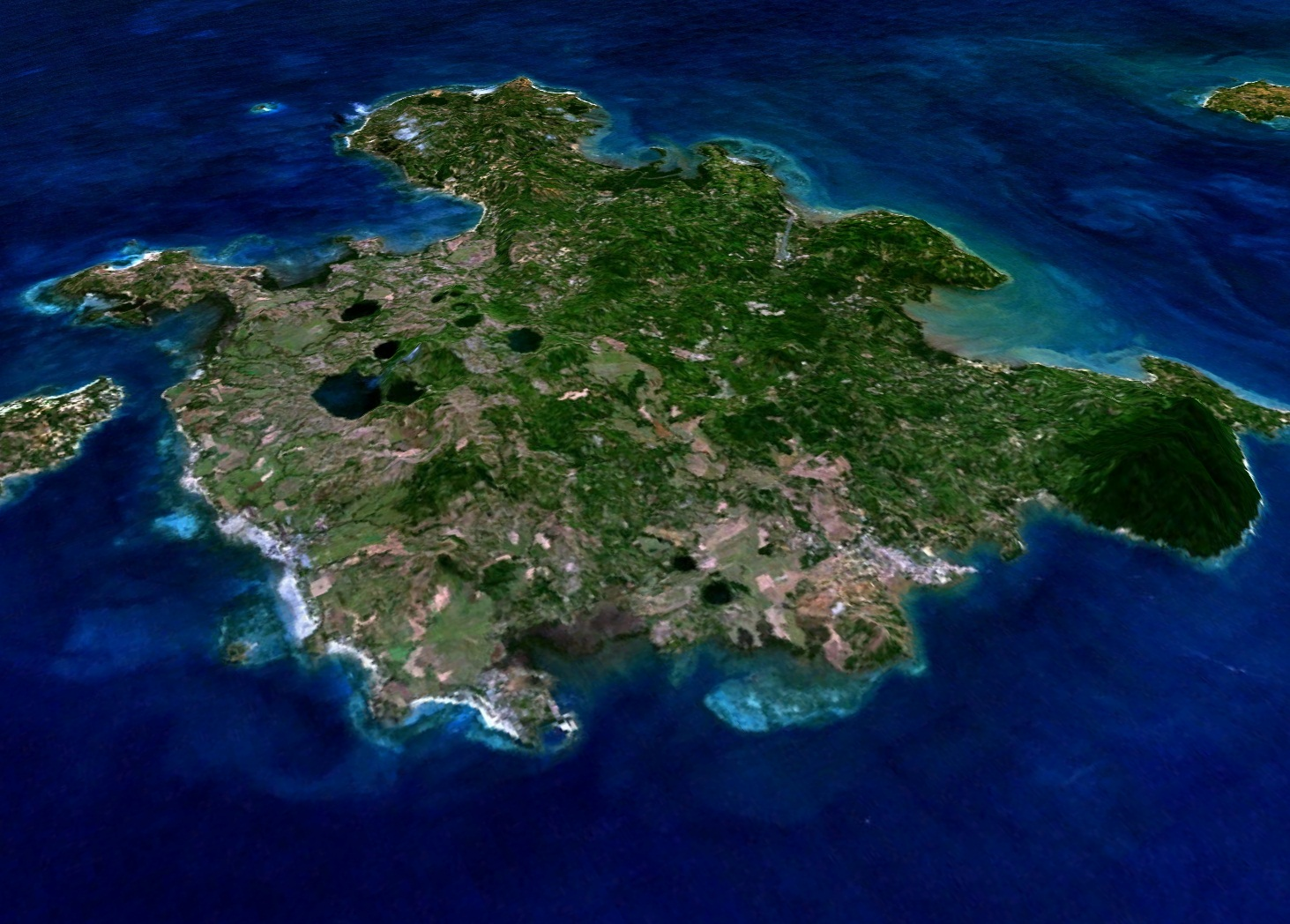
Vue satellite modélisée de Nosy Be.

### Flore
La flore tropicale de la côte Ouest présente comporte des forêts primaires dont certaines sont protégées par l’État sous forme de réserves naturelles ; à Nosy Be, il y a celle de Lokobe.
Parmi les essences les plus communes, citons le palissandre, le camphrier, l'ylang-ylang, plusieurs espèces de palmiers, le kapokier, la tamarinier, les filaos.
Les Français introduisirent plusieurs épices qui aujourd'hui font la richesse de l'île et se développent très bien : la canne à sucre (1650), le café (1845).
Parmi d'autres espèces végétales, citons les acabias, les raphias, les eucalyptus, le cacao.
En plus de ses fruits connus, les îles offrent beaucoup d'autres variétés ignorées en Europe mais très agréables telles que le jaque, le poc-poc, le combava, le cœur de bœuf.

### Faune terrestre
À Nosy Be vivent essentiellement quelques espèces de lémuriens nocturnes dans le parc national de Lokobe mais il y a une forte concentration de Lémur makako, à fourrure noire, sur l'île de Nosy Komba, qui constitue également une réserve naturelle.

### Biodiversité marine
Les poissons les plus communs sont ceux des récifs comme les poissons perroquets, les mérous, les thons, les barracudas, les espadons, les carangues, les sardines et les maquereaux. La majorité sont visibles au parc protégé de Nosy Tanikely. Cette faune sous-marine est actuellement menacée car une exploitation de terre rare (tantalium rare earth), engendrant des effluents toxiques, est envisagée dans la partie méridionale de la presqu'île voisinant la Baie d'Ampasindava : les courants de marée portent, suivant le vent, vers l'est-nord-est ou le nord-nord-est, c'est-à-dire vers l'île de Nosy Be et la région nord de son archipel.

## Histoire

### 900 à 1800
C’est vers le IXe siècle que les navigateurs arabes qui visitent épisodiquement l’île nommèrent Nosy be « Assada » ou « Sada »  (en arabe :  سعدة), les Malgaches la nommaient alors " Vario Be" .La souveraine de l'époque était la reine Ambary 2.
Au début du Xe siècle, les Arabes qui abordent les côtes nord-ouest de Madagascar se ravitaillent à Nosy Be et y créent un comptoir à Mahilaka. Ils fortifient alors la ville avec un mur d’enceinte de 4 mètres de haut et 2 km sur 1 km de côté.
Au XIIe siècle, les Arabes créent un comptoir à Ambanaro connu actuellement sous le nom de Marodoka.
Au XIIIe siècle, Mahilaka devient la plus grande ville de Madagascar.
Au XVe siècle, les Indiens viennent se fixer à Ambanoro à la suite du déclin de Mahilaka. Ils s'aperçurent rapidement que s'y trouvaient des bancs d'huîtres dont ils se mirent à exploiter les perles en les exportant vers Ceylan.
Occupée dès 1841, soit 55 ans avant le reste de Madagascar, par les Français intéressés par sa rade, ils ont appelé Nosy be "perle de l' océan indien "puis rapidement colonisée, Nosy Be est devenue, au XIXe siècle, un comptoir commercial important de la côte ouest de Madagascar.

### Présence française et colonisation (1839-1960)
L'île de Nosy Be devient un endroit important à Madagascar à partir de la fin des années 1830. Le capitaine d’infanterie de marine Pierre Passot est chargé par l'amiral de Hell, gouverneur de Bourbon, de chercher un port militaire à Madagascar pour remplacer Port-Louis perdu à la suite de l'annexion de l'Île Maurice par la Grande-Bretagne. L'expédition arrive à Nosy Be en 1839, à bord de la Prévoyante. Passot, assisté par des marins et un missionnaire (l'abbé Dalmond) choisissent la rade la plus sûre de Nosy Be, dans laquelle est fondé un poste militaire, baptisé Hell-Ville en l'honneur du gouverneur de Bourbon.
Passot revient à bord du Colibri en 1841 et prend officiellement possession de Nosy Be et des îles adjacentes. L'île de Nosy Be est donc colonisée 55 ans avant le reste de Madagascar. Nosy Be devient alors, au milieu du XIXe siècle, un comptoir commercial important de la côte ouest de Madagascar. L'île était un centre économique qui reliait la Réunion à Mahajanga et aux autres villes de la côte.

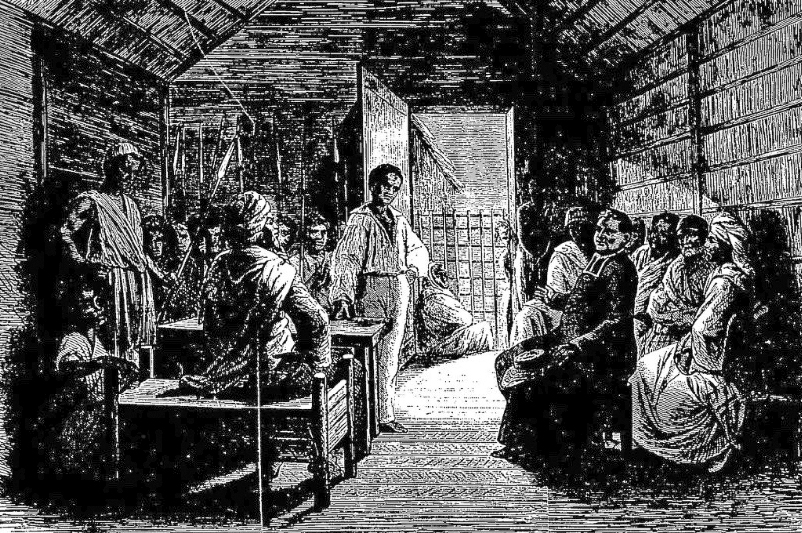
Le roi Tsimandroho et Pierre Dalmond à Nossi-Bé.

C’est en 1842 que les Français la baptisèrent par décret « Nossi-Bé », version officielle francisée de "Nosy Be" (en malgache). Conscient de la fertilité du sol, les Français ont développé les cultures agricole et vivrière centré sur les cannes à sucre, manioc, riz, café, patate douce.
En 1849, les Français appliquent l'abolition de l'esclavage votée en métropole, libérant 3 500 esclaves à Nosy Be et Sainte-Marie et s'accompagnant de l'indemnisation des propriétaires d'esclaves par l'État français. Cet affranchissement cause une grande révolte des propriétaires malgaches qui se coalisent et se révoltent contre l'administration qui cherche à libérer les esclaves, une armée sakalava attaque Hell-Ville mais est repoussée, ce qui affirme la présence française dans l'île.
À partir des années 1850, les cultures, les plantations de rente s'y développent, essentiellement entreprises par des colons réunionnais, mauriciens et français. L'île fait partie avec l'Île Sainte-Marie de Madagascar du gouvernement de Mayotte et compte environ 15 000 habitants vers 1865. C'est avec Diego-Suarez et l'Île Sainte-Marie, l'un des trois anciens établissements français à Madagascar, avant la colonisation de l'ensemble de Madagascar par le gouvernement français en 1895. Elle est intégrée administrativement à Madagascar après l'annexion du royaume de Madagascar par la France en 1897.
Lors de la guerre russo-japonaise, l'escadre russe de la Baltique, qui devait secourir Port-Arthur, effectue un tour du monde par la route du cap de Bonne-Espérance. De décembre 1904 à mars 1905, elle séjournera, pour charbonnage et réparations, dans la baie très abritée et facile à protéger d'Ambavatoby — extrémité Nord de la presqu'île de la baie d'Ampasindava — située à une dizaine de miles dans le Sud Ouest de Nosy Be.
Ainsi, la petite île devient une colonie agricole, recouverte de champs de cannes, d'indigo, de café, mais aussi de sésame, de riz, de maïs, de patates douces et de manioc. Elle récolte les fleurs d'ylang-ylang à partir des années 1910. C'est de cette activité que lui vient le surnom d'île aux parfums. Au cours des années 1920, l'île voit se développer une importante industrie sucrière autour de la ville de Dzamandzar avec une rhumerie célèbre portant le même nom.

### Les années 1960-1990
L'accession à l'indépendance entraîne des efforts pour permettre un développement économique et social : avec 8 % des investissements totaux (deux milliards FCFA) prévus par le Plan 64-68, la Première République n'oublie pas le secteur touristique. Les routes de l'aéroport de Fascène à Hellville puis celles de la côte ouest et du Mont Passot sont bitumées. La société Aye-Aye, en liaison avec Madagascar Air Tours, reprend le Palm Beach à Ambondro et un groupe sud-africain (Sun International Hotel) ouvre un complexe hôtelier à Andilana. Au début des années 1970, les bungalows en falafa de l'aéroport font place à des bâtiments rappelant le petit aéroport international d'Ivato et la piste est allongée pour permettre au B737 d'Air Madagascar d'atterrir. Deux hôtels de direction italienne s'installent sur la côte ouest (Les Cocotiers à Dzamandzar et La Résidence d'Ambatoloaka). Ils axent leurs efforts sur la pêche sportive et la découverte des fonds sousmarins (plongée sous-marine passion et paysages). Le Palm Beach rénové passe à la catégorie quatre étoiles et à Andilana s'ouvre un Holiday Inn. L'île continue à produire du sucre, à distiller du rhum et à extraire l'essence d'ylang-ylang. Une pêcherie industrielle, Les Pêcheries de Nosy Be, s'installe au port du Cratère et traite crevettes et camarons qui seront exportés congelés. Des projets hôteliers ambitieux se développent mais, au début des années 1990, l'île de Nosy Be est devenue la première destination des touristes internationaux à Madagascar, grâce ses infrastructures et ses paysages dont ses plages.

### Le début duXXIesiècleet les conséquences du développement touristique
En 2013, l'île de Nosy-Be défraye la chronique par des cas de lynchages violents. Le 3 octobre 2013, deux touristes européens (un Français et un Franco-Italien), ainsi qu'un Malgache d'origine comorienne, sont lynchés par la foule sur une plage au nord de la grande île, sur la plage d'Ambatoloaka, accusés du meurtre d'un enfant de huit ans. Deux touristes subissent un violent lynchage populaire. Après un simulacre de « procès » devant la foule sur la plage, à la suite de rumeurs parmi la population locale de trafic d'enfants et des soupçons de pédophilie visant de riches Malgaches ou des Occidentaux, et alimentés par le développement d'un tourisme sexuel sur l'île, les deux touristes, frappés, sont mis à nu et jetés à 6 h du matin dans un bûcher avec un pneu autour de la taille. La gendarmerie aurait été prévenue plusieurs fois par téléphone par des témoins avant la tuerie sans intervenir. Un troisième homme, l'oncle de l'enfant disparu, est capturé par la foule vers 17 h et brûlé vif près de la mosquée, devant plusieurs centaines de personnes. La torture et les meurtres sont filmés par des villageois, publiant sur les réseaux sociaux. Deux ans plus tard, quatre personnes sont finalement condamnés aux travaux forcée à perpétuité, six autres à des peines plus courtes et 26 acquittés en octobre 2015. Le ministère des affaires étrangères français appelle au moment des faits, de manière générale, à une « vigilance renforcée » des touristes, notamment en raison du niveau élevé de la délinquance. Pour autant, quelques années après ces faits meurtriers, Nosy Be concentre à nouveau plus de la moitié des touristes étrangers ayant choisi comme destination Madagascar.
La pandémie de Covid-19 conduit les autorités locales  à interdire l’entrée de voyageurs en provenance d’une dizaine de pays, dont la France au début des années 2020, ce qui met à mal l'économie locale. L'activité touristique, et le tourisme sexuel, reprennent de plus belle ensuite.

## Politique et administration
La commune urbaine de Nosy Be, dotée du statut particulier à l'instar d'Antananarivo, est administrée par un maire et ses délégués auprès de chaque arrondissement. Elle constitue également son propre district.
Les cinq arrondissement de Nosy Be sont :
- Bemanondrobe
- Ambatozavavy
- Ampangoriana
- Hell-Ville
- Dzamandzar

## Société

### Démographie
Nosy Be compte :
- 200 habitants, en 1830 ;
- 30 000 habitants, en 1979 ;
- 41 900 habitants, en 2006 ;
- environ 50 000 habitants, en 2012 ;
- environ 60 000 habitants, en 2016.

### Langues
Les langues officielles de l'administration, de l'enseignement et de la presse écrite et orale sont le malgache et le français. Environ 20 % de la population malgache parle couramment le français et la langue française qui est couramment utilisée dans les villes touristiques.
De nombreux touristes italiens séjournent à Nosy Be, donc plusieurs malgaches, professionnels du tourisme ou, ainsi que les enfants, parlent également couramment cette langue. L'anglais est cependant beaucoup plus répandu, vu que de nombreux touristes Sud-Africains et Américains séjournent régulièrement à Nosy-Be.

### Religions

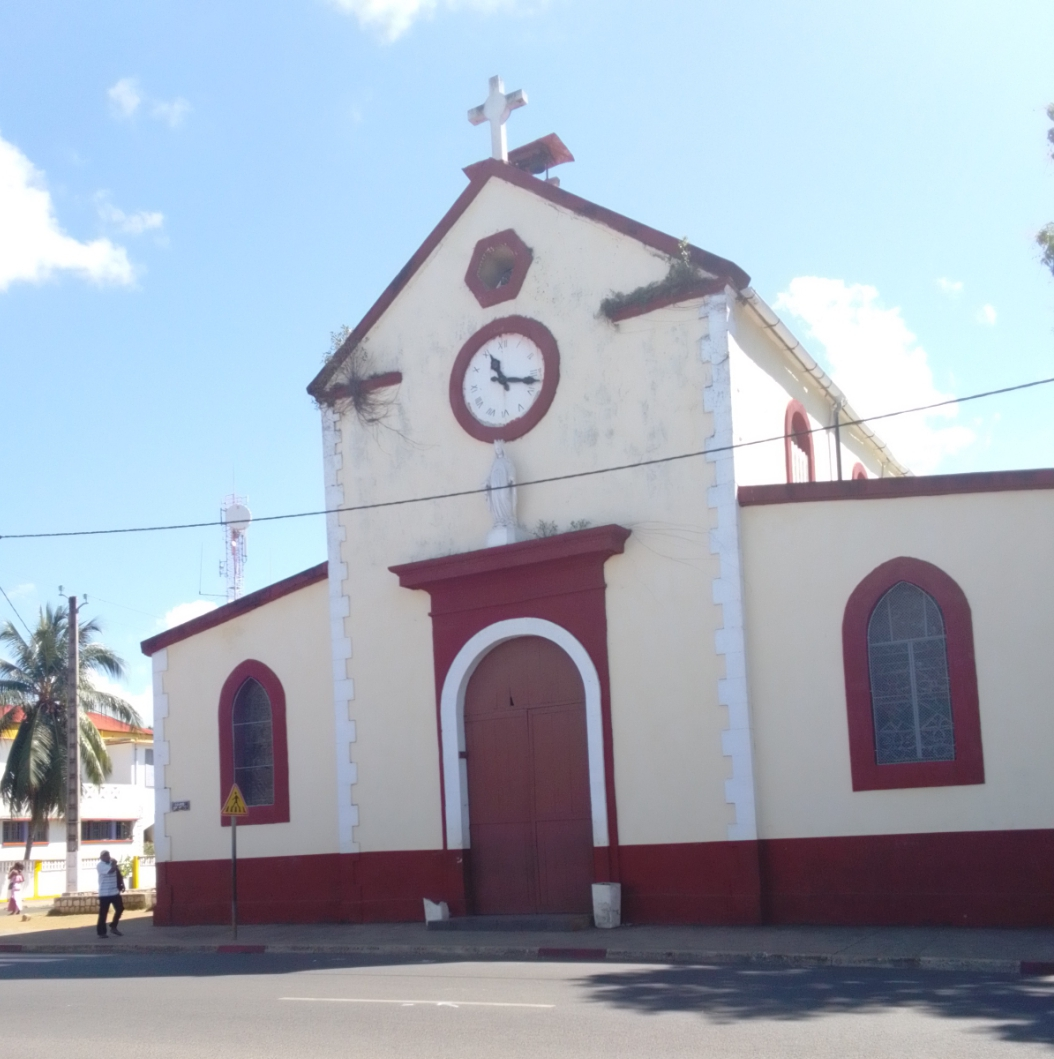
eglise st Pierre et Paul Nosy Be

Du fait des différentes origines de la population, les principales religions pratiquées dans l’île sont le christianisme et l’islam et combome dans tout le reste de Madagascar, le recours aux croyances traditionnelles

### Éducation

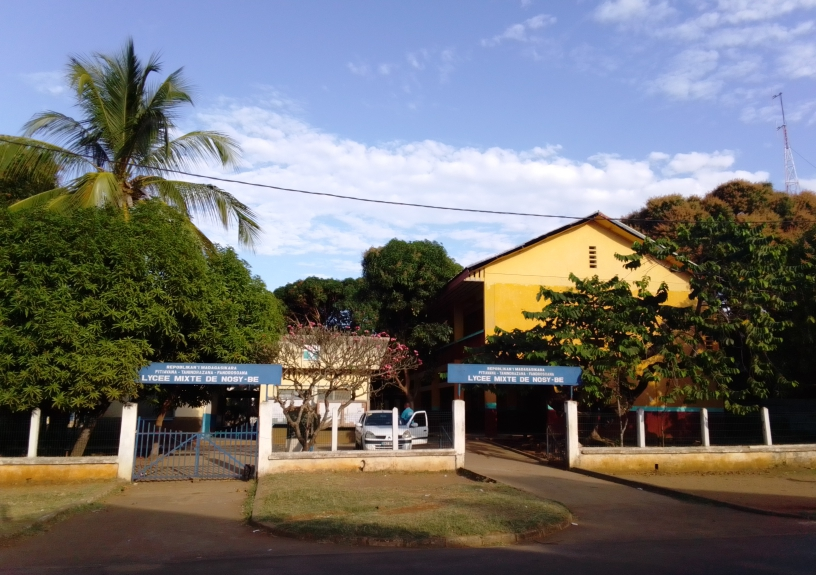

Sur l'île, il existe des nombreuses écoles primaires et secondaires, quelques lycées publics et privés. Il y a aussi l'école française :le collège Alphonse La Martine, instaurée depuis 1974. Après le baccalauréat, les élèves doivent se déplacer à Antsiranana s'ils veulent effectuer une scolarité universitaire.

### Sports et loisirs
Outre les sports de masse (football, basket-ball…), le Moraingy, art martial traditionnel, est un sport très populaire. L’île comporte également un parcours de golf de dix-huit trous à Dzamandzar, sur la route d'Andilana.

## Économie

### Tourisme

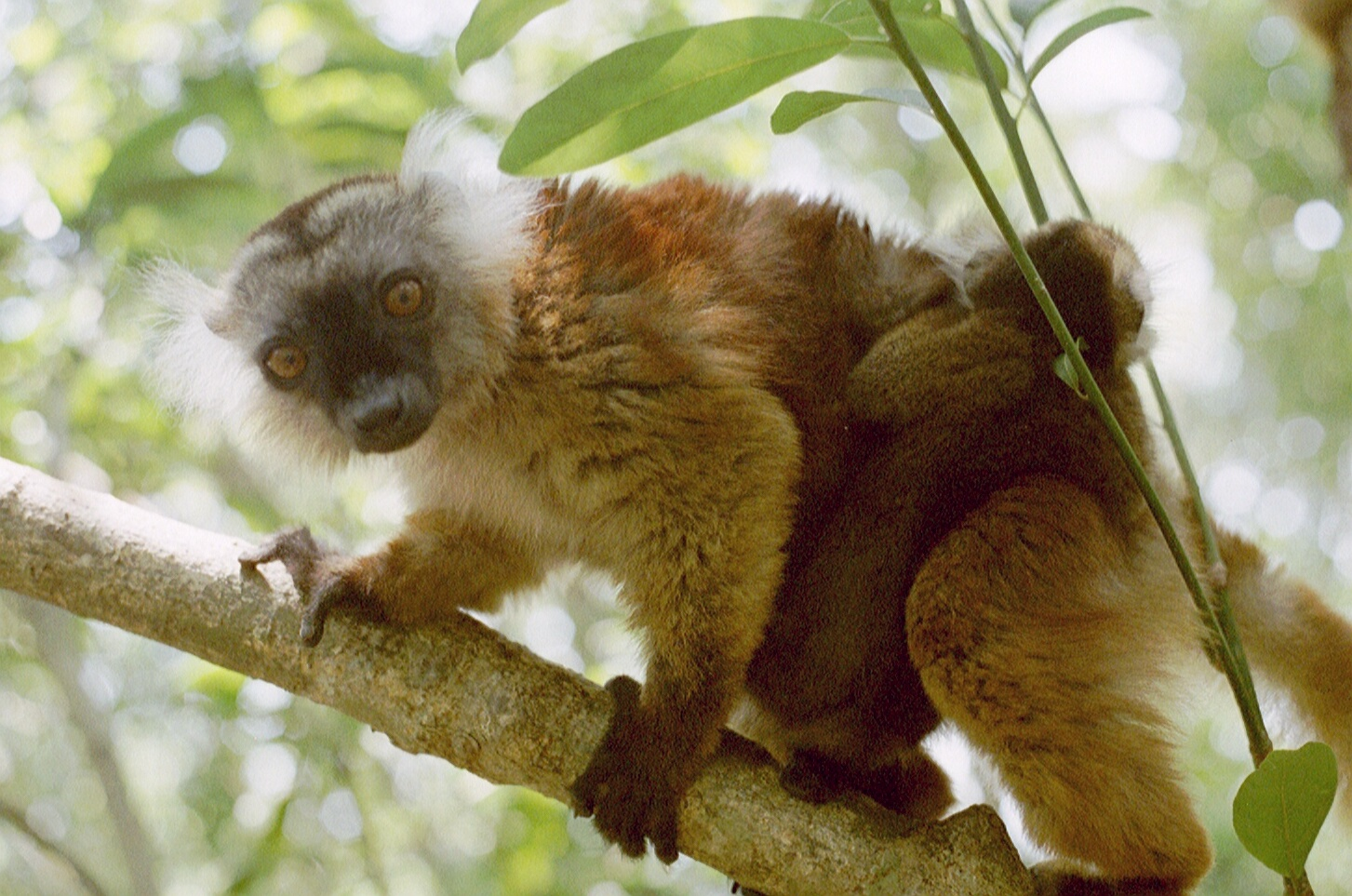
Lémur noir et son petit dans la réserve de Lokobe.

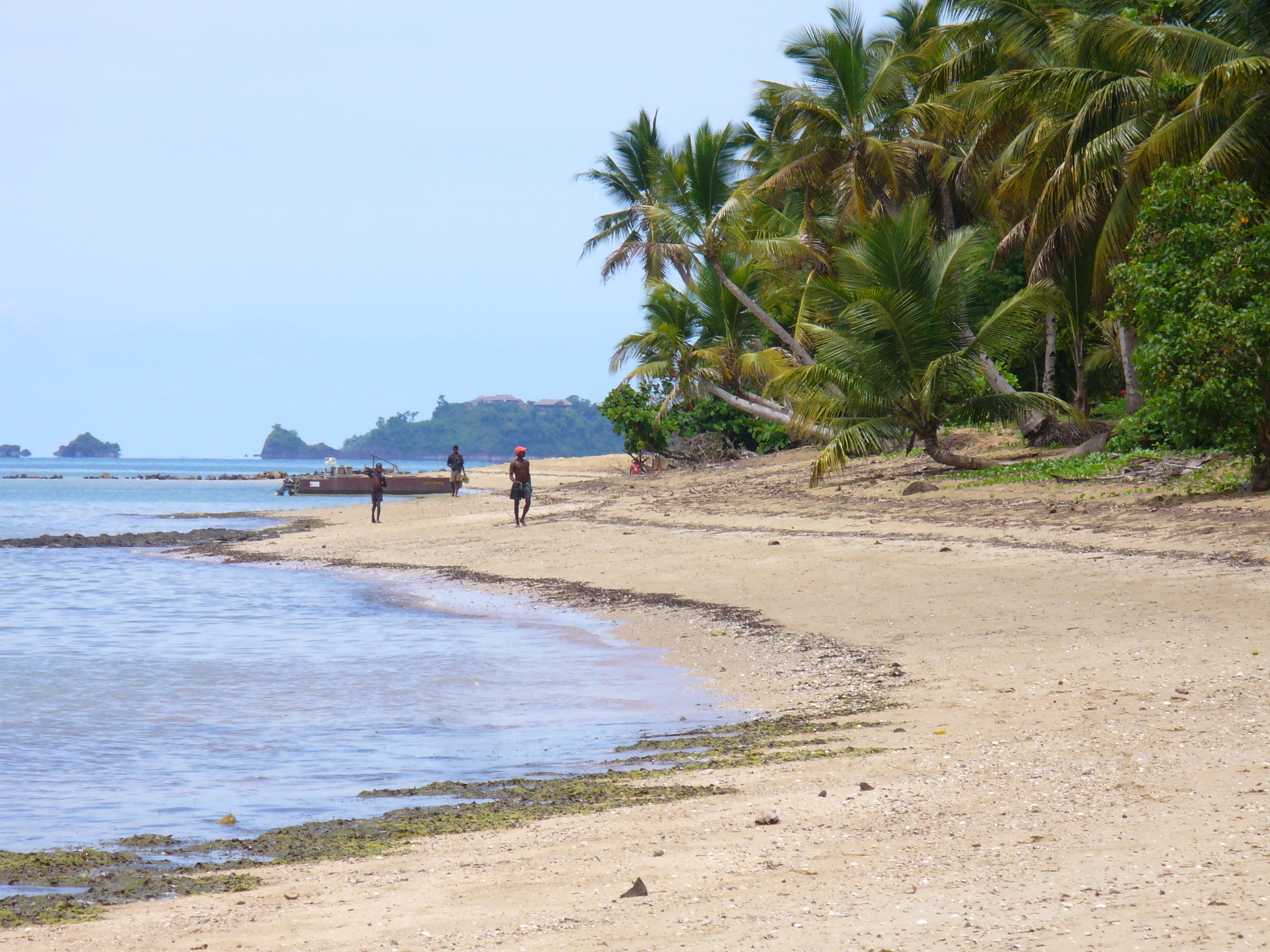
Vue d'une plage de Nosy Be.

Avant l'indépendance de Madagascar, l'économie de l'île était axée sur l'agriculture. Depuis 1960, Nosy Be s'est alors partiellement reconvertie dans le tourisme. Cependant, en 2011, les infrastructures manquent (routes, adduction d'eau) malgré l'ouverture de nouveaux hôtels en 2010 et 2011. Néanmoins, les capacités hôtelières actuelles sont plus élevées que la demande.

Le village balnéaire d'Ambatoloaka (en malgache : « là où il y a une pierre trouée ») sur la côte ouest, est un ancien village de pêcheurs qui a subi un développement anarchique dû à l'expansion du tourisme. Le site regroupe aujourd'hui de nombreuses structures hôtelières de moyenne catégorie et est un point de départ des activités touristiques de l'île (excursions, locations de véhicules, restaurants, casino, bars et lieux de sorties divers). 

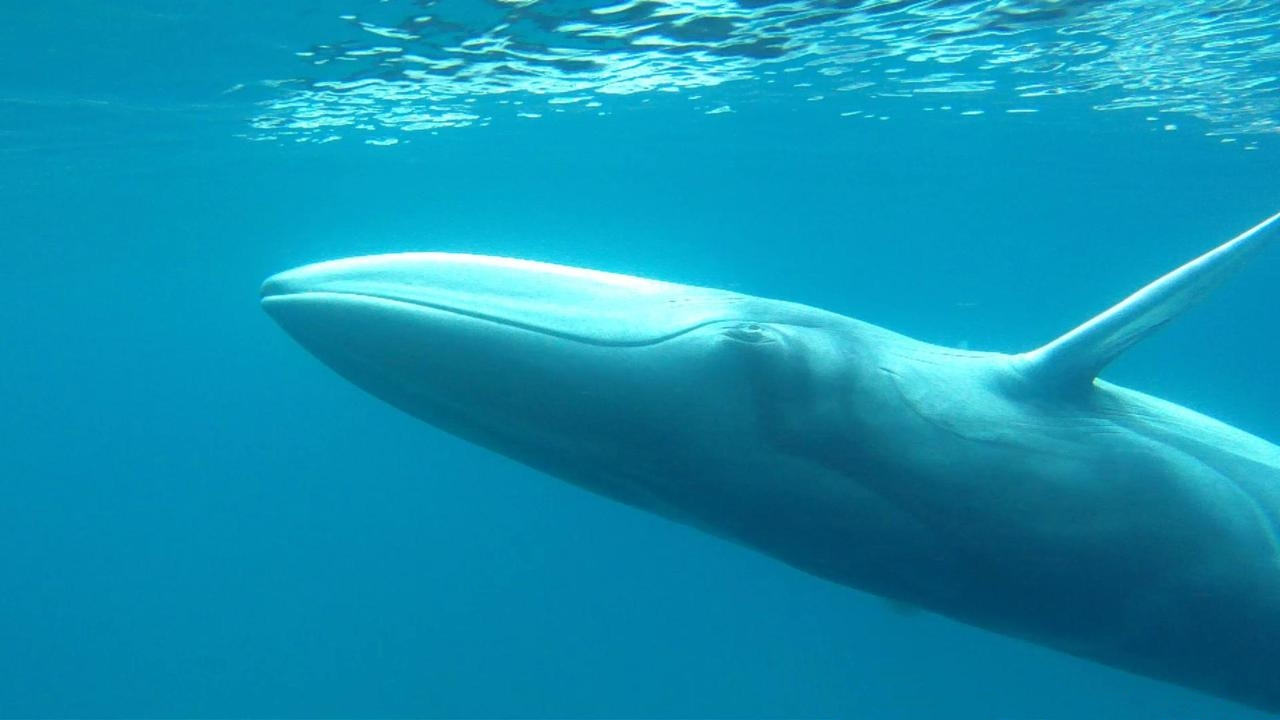
Balaenoptera omurai, Nosy Be.

Nosy Be souffre d'un problème chronique de tourisme sexuel,, que les autorités malgaches ne parviennent pas à résoudre.
L'île offre encore des endroits authentiques et préservés à découvrir et où séjourner, en dehors des espaces investis par le tourisme de masse. C'est le cas de la côte sud-est et des villages situés en bord de plage autour de la Réserve naturelle de Lokobe tels que les villages de Doany-Antafondro et d'Ampasipohy.
L'île est également connue dans l'océan Indien pour son festival annuel, le Donia, qui réunit pendant le mois de mai une sélection d'artistes de Madagascar et des autres îles de l'océan Indien. Cette année le festival Donia a eu lieu fin septembre.
Depuis 2014, a lieu chaque fin de mois d'août, pendant six jours, dans les plus prestigieux hôtels de l'ile, le Nosy Be Symphonies - le Festival de Musique Classique de l'Océan Indien - regroupant des artistes internationaux, de l'Océan Indien et de Madagascar.
Le festival Libertalia avait lieu sur le continent, puis à Madirokely.

### Agriculture

Dans le port de Hell-Ville.

Parmi les principales cultures, on trouve du café, de la vanille, du poivre, de l'ylang-ylang et de la canne à sucre. Cette dernière mérite une mention spéciale : après avoir connu la « fièvre sucrière » de 1850 à 1890 — dix-huit moulins à vapeur sur l'île, 1 000 ha de plantations — puis une crise due à l'effondrement des cours, sa culture est reprise en 1923 par la Compagnie Agricole et Sucrière : de 40 000 tonnes de cannes en 1932, elle progressera régulièrement (amélioration des variétés, petit train livrant les cannes à l'usine, modernisation du matériel agricole et industriel...) pour traiter, en 1968, 140 000 tonnes de cannes (2 000 ha de plantations) — dont 40 % en apports extérieurs (anciens Domaines La Motte Saint Pierre et Petits Planteurs) — et obtenir une production de 17 000 tonnes de sucre brut. Cette société a toujours préparé du rhum (3 700 hl en 1952, 8 000 hl en 1968), dont une partie, vieillie en foudres de chêne, était exportée.
En 1968, existait toujours le chemin de fer de la canne à sucre avec deux porters à vapeur à la cheminée en diamant, typique des locomotives utilisant le bois comme combustible, et deux Diesel (une de la série TDE des Locotracteurs Gaston Moyse et une Plymouth). Le réseau comportait 25 km de voie ferrée et avait été créé en 1925 par la Compagnie Agricole et Sucrière car les parcelles plantées étaient alors disséminées : le petit train livrait la canne à longueur de journée pendant la coupe (hiver austral) en traversant les collines où voisinaient les plantations d'ylang-ylang et de caféiers.
Au début du XXIe siècle, il ne reste plus grand-chose de l'ancienne activité agricole de Nosy Be. La SIRAMA (Siramamy Malagasy c'est-à-dire : « Compagnie sucrière nationale malgache ») a déposé le bilan depuis 2006 et les infrastructures sont laissées à l'abandon. En décembre 2007, la réhabilitation du site a été annoncée, grâce à des investisseurs chinois, afin de retrouver la capacité de production historique, à savoir 16 000 tonnes de sucre et 11 000 hectolitres d'alcool pur par an. Trois années après sa mise en œuvre en 2015, un nouveau projet de reprise des activités sucrières, dans le cadre d'un partenariat public-privé,e st suspendu pour des questions foncières[réf. nécessaire]. Les terres agricoles de la SIRAMA sont désormais progressivement cédées, parcelle après parcelle, et transformées en hôtels ou habitations, hypothéquant définitivement la possibilité d'un redémarrage de l'exploitation agricole de ces terres, activité qui a fait vivre plus de 3 000 personnes sur l'île dans le passé.

## Culture et patrimoine
Le souvenir des marins persiste sur la route du port avec les vieux canons pointés vers le large et à Hell-Ville avec les constructions en mur épais qu'ils y ont laissées. Sur l'île, ils introduisirent aussi le Teck dont le bois était recherché dans la construction navale.

### Cuisine
La cuisine locale de Nosy be est essentiellement à base de poissons, de fruits de mer et autres produits de la mer. On les accompagne le plus souvent avec du riz au coco, plat national malgache. Les spécialités de l'île comprennent la palissandre et le sabeda. Un atelier culinaire à Marodoka, un des lieux historiques incontournables de la région permet de découvrir la gastronomie Sakalava, l'ethnie dominante de l'archipel.

### Musique et danse
La pêche aux huîtres perlières donnait lieu à des manifestations riches en couleurs où femmes, vieillards et enfants se rendaient sur les bancs en chantant avec les pirogues.